# Catanina
La catanina o katanina es una proteína asociada a microtúbulos. En este caso, su función es la de favorecer su despolimerización por medio de la separación de los microtúbulos de los MTOC (Centros Organizadores de Microtúbulos) que los nuclean. De esta forma, los protofilamentos que componen el microtúbulo son separados de la γ-tubulina que ejerce de sustento. Junto con la catastrofina, es una de las proteínas más característica de este efecto.
La catanina se compone por el dímero KATNA1 y KATNB1. Existe dos variedades que puede sustituir al primero, KATNAL1 y KATNAL2. Además de enuclear microtúbulos, también es responsable del corte de los presentes en fase M de algunas células.